# Carolina Cosse
Pour les articles homonymes, voir Cosse.
 (janvier 2021).
Cosse  Garrido est un nom espagnol. Le premier nom de famille, en général paternel, est Cosse ; le second, en général maternel, souvent omis, est Garrido.
Ana Carolina Cosse Garrido, née le 25 décembre 1961 à Montevideo, est une ingénieure et femme politique uruguayenne. 
En 2020, elle devient la deuxième femme élue maire de Montevideo.
Elle est vice-présidente de la république depuis le 1er mars 2025.

## Biographie
Présidente de la compagnie publique de télécoms Antel (en) de 2010 à 2015, elle est nommée en décembre 2014 ministre de l'Industrie, de l’Énergie et des Mines (es).
Le 24 novembre 2024, elle est élue vice-présidente du pays et est investie dans ses fonctions le 1er mars 2025, au côté du président Yamandú Orsi.